# 月滿抱西環
《月滿抱西環》是2001年上映的香港愛情電影，由鍾澍佳執導及擔任編劇，並由張智霖及佘詩曼主演。

## 背景
2000年張智霖與佘詩曼主演的電視劇《十月初五的月光》獲得成功後，該劇編導（導演）之一的鍾澍佳即進軍電影圈，與黃百鳴的東方電影合作拍攝多部電影，同年上映的首作《跑馬地的月光》，及翌年推出的本片《月滿抱西環》，均起用張智霖與佘詩曼主演，兩片其他演員陣容亦相近。

## 劇情簡介
故事始於高級督察鍾志傑殉職後化為鬼魂，憶述自己與警署同僚（位於西環）的感情舊事，牽引出多條人物線。

## 演員
| 演員   | 角色             | 簡介／備註                                                             |
| ------ | ---------------- | ---------------------------------------------------------------------- |
| 張智霖 | 鍾志傑           | 高級督察。                                                             |
| 佘詩曼 | 王美滿（阿Moon） | 軍裝女警，後與傑相戀。                                                 |
| 蘇永康 | 阿基             | 大男人主義心態，與女友分手後感到後悔。據傳媒報道，其片酬為港幣十萬元。 |
| 姚樂怡 | 阿基女友         |                                                                        |
| 蔡一智 |                  | 女兒死於車禍，因而對自己疏忽照顧感到自責。                             |
| 李蕙敏 | 欣姐             |                                                                        |
| 鄭中基 | Sam              | 軍裝警察。                                                             |
| 劉以達 |                  | 軍裝警察。                                                             |
| 盧淑儀 |                  |                                                                        |
| 吳瑞庭 |                  |                                                                        |
| 林尚義 |                  |                                                                        |
| 梁烈唯 | 小偷             |                                                                        |
| 陳敏之 | 鍾志傑妻子       |                                                                        |

## 發行
本片2001年5月3日至16日於香港上映，票房為港幣627,630元。電影分級為IIA級。

## 評價
導演及影評人葉念琛認為本片放棄前作《跑馬地的月光》的浪漫喜劇風格，改走煽情悲劇路線，卻未能成功。他指出煽情情節缺乏鋪排，無法營造出感染力。他亦認為敘事技巧上本片不及《跑》的爽快自然。
《壹週刊》的影評人方俊傑給予本片65/100分，他批評全片風格嚴重不協調，輕鬆惹笑、動人的愛情與親情、靈異等各種元素混雜，導演顯得未能確立自己所要表達的重點及表達手法。他又認為本片未能拍出西環一帶的特色。

## 外部連結
- 香港影庫上《月滿抱西環》的資料（繁體中文）